# Halo Infinite
Halo Infinite — компьютерная игра 2021 года в жанре шутер от первого лица, разработанная американской компанией 343 Industries для Xbox One, Xbox Series X/S и Windows. Шестая основная часть серии Halo, прямое продолжение Halo 5: Guardians, но в то же время — начало новой главы в приключениях Мастера Чифа.
Кампания рассказывает о суперсолдате Мастер Чифе и его борьбе с «Изгнанными» на ореоле Предтеч «Зета».
Многопользовательская составляющая Halo Infinite находится в стадии открытого бета-тестирования с 15 ноября 2021 года. В отличие от предыдущих частей серии, многопользовательская часть игры является free-to-play. Сюжетная кампания выпущена 8 декабря 2021 года для Windows, Xbox One и Xbox Series X/S.

## Синопсис

Логотип игры

По словам Microsoft, Мастер Чиф возвращается в Halo Infinite с «своим величайшим приключением, в котором ещё предстоит спасти человечество». Сюжетная линия будет «более человечной», причём Мастер-Чиф будет играть более центральную роль, чем в Halo 5: Guardians. Трейлер E3 2018 показал, что сюжет будет установлен на кольце Halo и продемонстрировали дизайн брони Master Chief Mark VI, чтобы вернуться к дизайну, увиденному в Halo 2 и Halo 3. В более поздних материалах разработчики подтвердили название и номер кольца из игры — Установка 07 Zeta. «Изгнанники», отколовшиеся от Ковенанта наёмники, показаны как враги.

## Кампания

### Сеттинг и персонажи
Действие Halo Infinite происходит в 2560 году. Во время событий Halo 5: Guardians человеческий искусственный интеллект Кортана и союзные ей ИИ восстают против своих создателей, Космического Командования Организации Объединённых Наций (ККОН). Взяв под контроль древнее оружие Предтеч, известное как Стражи, Кортана покоряет галактику. Для борьбы с Кортаной и ККОН, является коалиция инопланетной расы во главе с брутом Атриоксом. Действие игры происходит на Установке 07 (Зета Ореол) — это кольцо, которое таинственным образом пострадало. Персонаж игры, Мастер Чиф Джон-117, является суперсолдатом ККОН, программы «Спартанец», выполняющий миссию по нейтрализации Кортаны, своей бывшей напарницы.

### Сюжет игры
Через 4 месяца после событий описанных в Halo 5: Guardians. В октябре 2559 года на корабль ККОН «Бесконечность» напали изгнанники и взяли его на абордаж. Атриокс побеждает Мастера Чифа и сбрасывает его в космос. 6 месяцев спустя пилот ККОН обнаруживает Чифа, дрейфующего в космосе. Пока Пилот хочет сбежать, Мастер Чиф настаивает на продолжении борьбы с Изгнанниками. Чиф и Пилот отправляются на Ореол, который был серьёзно поврежден неизвестной катастрофой. На Ореоле Мастер Чиф находит ИИ «Оружие», имитирующий Кортану, чтобы захватить её для дальнейшего удаления. В то время как «Оружие» сообщает, что она успешно выполнила свою миссию, ей почему то не удалось выполнить самоудаление в соответствии с её указаниями. Мастер Чиф извлекает «Оружие» и переживает видения воспоминаний и мыслей Кортаны, оставленные как остаточные данные, иначе называемые Эхо.
Ореол «Зета» контролируется Изгнанниками во главе с лейтенантом Атриокса — Эшарумом — после очевидной смерти Атриокса. Мастер Чиф, «Оружие» и «Эхо-216» (пилот) рассредоточили силы ККОН на поверхности кольца. Внутри инсталляции Предтеч, известной как Консерватория, Мастер Чиф встречает Поникшее Пламя, ИИ-смотритель Зеты Ореол. Она пытается предупредить Мастера Чифа об угрозе, содержащейся на объекте, но уничтожается Предвестницей — инопланетянином, разбуженной Изгнанниками. Предвестница утверждает, что её народ — Вечные — был заключен в тюрьму Предтечами на Ореоле. Тюрьмой же являются компьютерные монолиты, содержащие ДНК и разум её собратьев. Она объединилась с Изгнанниками, чтобы восстановить объект, который позволит ей освободить свой народ.
После серии битв Чифа с Изганниками, Пилот сообщает, что он был гражданским инженером на борту «Бесконечности» и украл пеликана, чтобы сбежать с поля боя. Чиф успокаивает его, признавая свою вину за то, что не смог спасти Кортану. Мастер Чиф и «Оружие» останавливают процесс ремонта Кольца, отключая серию шпилей на кольце. Когда Предвестница пытается взломать «Оружие», Чиф, колеблясь, активирует режим принудительного удаления, чтобы удалить ИИ. «Оружие» отталкивает Предвестницу и деактивирует принудительное удаление, сердито спрашивая, почему Мастер Чиф не доверяет ей. Увидев видение, в котором Кортана использует Стражей, чтобы уничтожить родную планету Бруттов — Дойсак — «Оружие» понимает, что она является точной копией Кортаны, и настаивает на том, чтобы Мастер Чиф удалил её, чтобы она не стала похожей на свою предшественницу; Мастер Чиф отказывается, заявляя, что хочет ей доверять. Пилот захвачен Джега Р’домнай — элитом с репутацией «убийцы спартанцев» и адъютантом Эшарума — в качестве приманки для Мастера Чифа. Мастер Чиф проникает на объект Изгнанников. Там, Джега оставляет по пути Чифа голодиски, на которых запечатлены разговоры жены и дочери Пилота, очевидно погибших после крушения флота. Чиф в итоге спасает Пилота, убивая при этом Джега Р’домнай и Эшарума, но не сообщает мужчине о судьбе его семьи.
Мастер Чиф и «Оружие» спешат остановить Предвестницу. Позже они узнают, что Кортана была захвачена Атриоксом после того, как «Оружие» заблокировала её. Поняв, что Атриокс в гневе намеревается использовать кольцо и стерилизовать планеты людей, она уничтожила себя, повредила Кольцо и предотвратила удаление «Оружия». В последнем сообщении Кортана просит прощения и в конце прощается с Мастером Чифом, призывая его и «Оружие» работать вместе. После этого «Оружие» и Джон-117 воссоединяются с «Эхо-216», который раскрывает, что его настоящее имя — Фернандо Эспарса. Новый ИИ решает выбрать себе имя, и кажется она знает какое.
В сцене после титров Атриокс использует ключ, чтобы открыть запечатанную дверь, ведущую к Вечным. Если игра завершена на Легендарной сложности, сцена показывает диалог между Поникшим Пламенем и Великим Эдиктом о заточении Вечных. Поникшее Пламя заявляет, что она не может наблюдать за изучением Вечных в одиночку, Великий Эдикт отвечает, что для помощи ей был развернут ИИ Атакующий уклон.

## Разработка и выпуск
Над Halo Infinite работали 343 Industries, а также SkyBox Labs, Sperasoft, The Coalition, Certain Affinity и Atomhawk. В игре вновь был реализован режим игры с разделённым экраном, отсутствовавший в Halo 5: Guardians. Также подтвердилось возвращение Джеффа Стейцера в роли диктора многопользовательского режима, которую он исполнял во всех основных играх серии, а также в Halo 3: ODST и Halo Wars 2. Хотя 343 Industries ориентировались в первую очередь на консоль Xbox Series X/S (ранее известную как Project Scarlett), разработчики уделили внимание и версии для Xbox One, стремясь избежать ощущения, что она «гражданин второго класса».

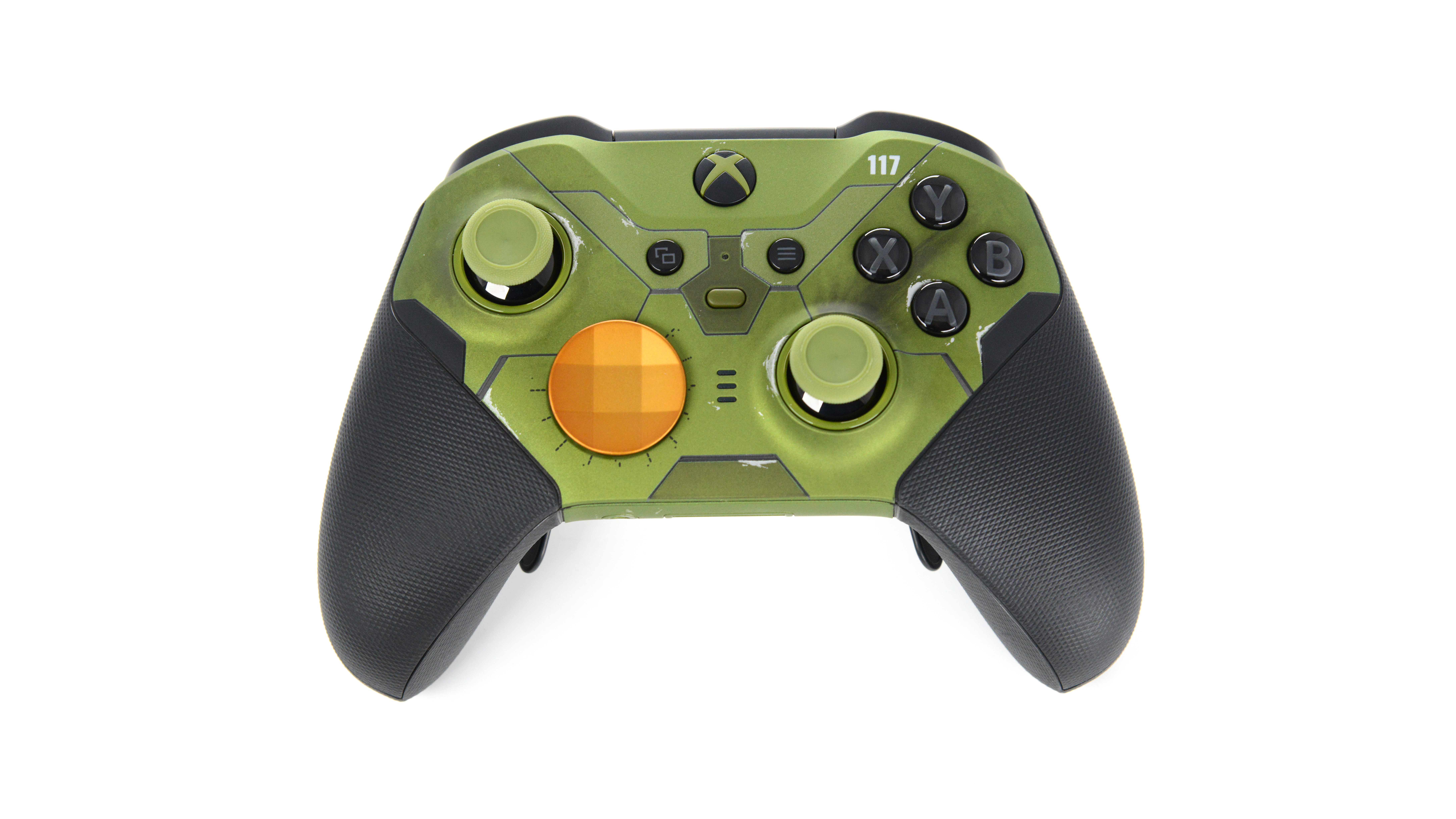
Контроллер для Xbox Series X/S

В 2020 году Microsoft подтвердила, что благодаря обратной совместимости Xbox Series X/S с Xbox One, все внутренние проекты, включая Infinite, должны быть доступны на обеих платформах без функциональных ограничений.
Разработка игры была осложнена пандемией COVID-19 весной 2020 года: сотрудники 343 Industries перешли на удалённую работу. 11 августа 2020 года было объявлено о переносе релиза на 2021 год по ряду причин, включая пандемию. Позднее в 2020 году к разработке в качестве руководителя кампании присоединился Джозеф Стейтен — сценарист и режиссёр кат-сцен Halo: Combat Evolved и Halo 2, сценарист Halo 3, Halo: Reach, а также креативный директор Halo 3: ODST. В августе 2021 года разработчики сообщили, что кооперативное прохождение кампании и режим «Кузницы» не будут доступны на момент релиза.
В ходе рекламной кампании разработчики запустили блог Inside Infinite, в котором ежемесячно делились подробностями разработки проекта. Однопользовательская кампания осталась платной, в то время как мультиплеер распространяется по условно-бесплатной модели с монетизацией через боевые пропуски и косметические микротранзакции. Изначально выход как сюжетной кампании, так и мультиплеера был запланирован на 8 декабря 2021 года для консолей Xbox One, Xbox Series X/S и персональных компьютеров под управлением Windows, а также в подписке Xbox Game Pass. Однако 15 ноября, в день 20-летнего юбилея Halo: Combat Evolved и бренда Xbox, было объявлено о досрочном запуске многопользовательской составляющей — она стала доступна в тот же день в рамках раннего доступа. Кампания, как и планировалось, вышла 8 декабря.

## Многопользовательский режим
Многопользовательская составляющая Halo Infinite находится в стадии открытого бета-тестирования с 15 ноября 2021 года.
Игровой процесс в основном сохраняет традиционные черты серии Halo, с режимами «Резня», «Захват флага» и другими, доступными в игре 4 на 4 и, впервые в серии, 12 на 12. Новым в мультиплеере являются предметы, которые позволяют игроку активировать специальную способность ограниченное количество раз, например, рывок, активный камуфляж и заряды, которые могут отбрасывать врагов и снаряды назад. 14 декабря в игре появилось четыре новых плейлиста.
В июле 2022 года разработчики сообщили, что кооперативный режим в игре не будет поддерживать онлайновый матчмейкинг.

## Отзывы
| Сводный рейтинг | Сводный рейтинг           |
| Агрегатор       | Оценка                    |
| --------------- | ------------------------- |
| Metacritic      | (ПК) 80/100 (XSXS) 87/100 |

Halo Infinite получила преимущественно положительные отзывы, согласно классификации агрегатора рецензий Metacritic — средневзвешенная оценка составила 80/100 для версии на ПК и 87/100 для версии на Xbox Series X/S.